# Église en bois Saint-Georges de Miličinica
Pour les articles homonymes, voir Église Saint-Georges.
L'église en bois Saint-Georges de Miličinica (en serbe cyrillique : Црква брвнара Светог Ђорђа у Миличиници ; en serbe latin : Crkva brvnara Svetog Đorđa u Miličinici) est une église orthodoxe serbe serbe située à Miličinica, dans le district de Kolubara et sur le territoire de la ville de Valjevo en Serbie. Elle est inscrite sur la liste des monuments culturels de grande importance de la république de Serbie (no SK 587).

## Présentation

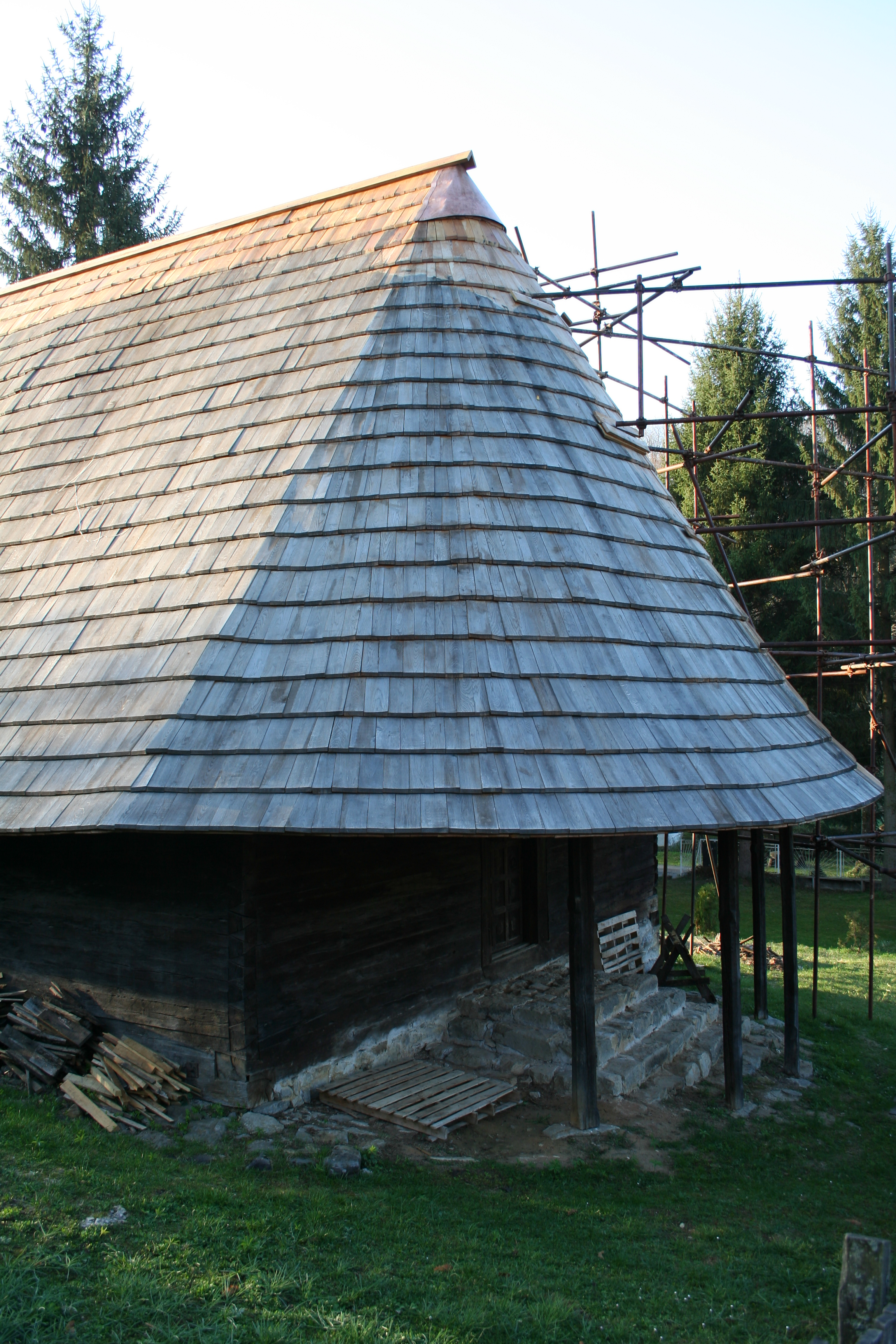
Le porche de l'église.

L'église est située à proximité des sources de la rivière Tamnava. Elle a été construite par l'architecte Ignjat Petrović en 1791-1792 ; les travaux de décoration intérieure ont été achevés en 1794.
L'édifice est constitué d'une nef prolongée par une abside demi-circulaire et précédée par un narthex aujourd'hui délimité par une galerie ; à l'ouest, l'ensemble est précédé d'un porche ouvert demi-circulaire. Le toit est recouvert de bardeaux. La décoration de l'église est concentrée sur les portes ornées caissons avec des rosettes et des dragons décoratifs.
L'iconostase, réalisée en même temps que la construction de l'église, a été peinte par un artiste inconnu de l'entourage de Hadži-Ruvim, peut-être le même qui a travaillé à l'église de la Mère-de-Dieu du monastère de Dokmir.
Aujourd'hui l'église de Miličinica n'est plus en activité. Elle a été restaurée en 1952, 1976 et 1996.

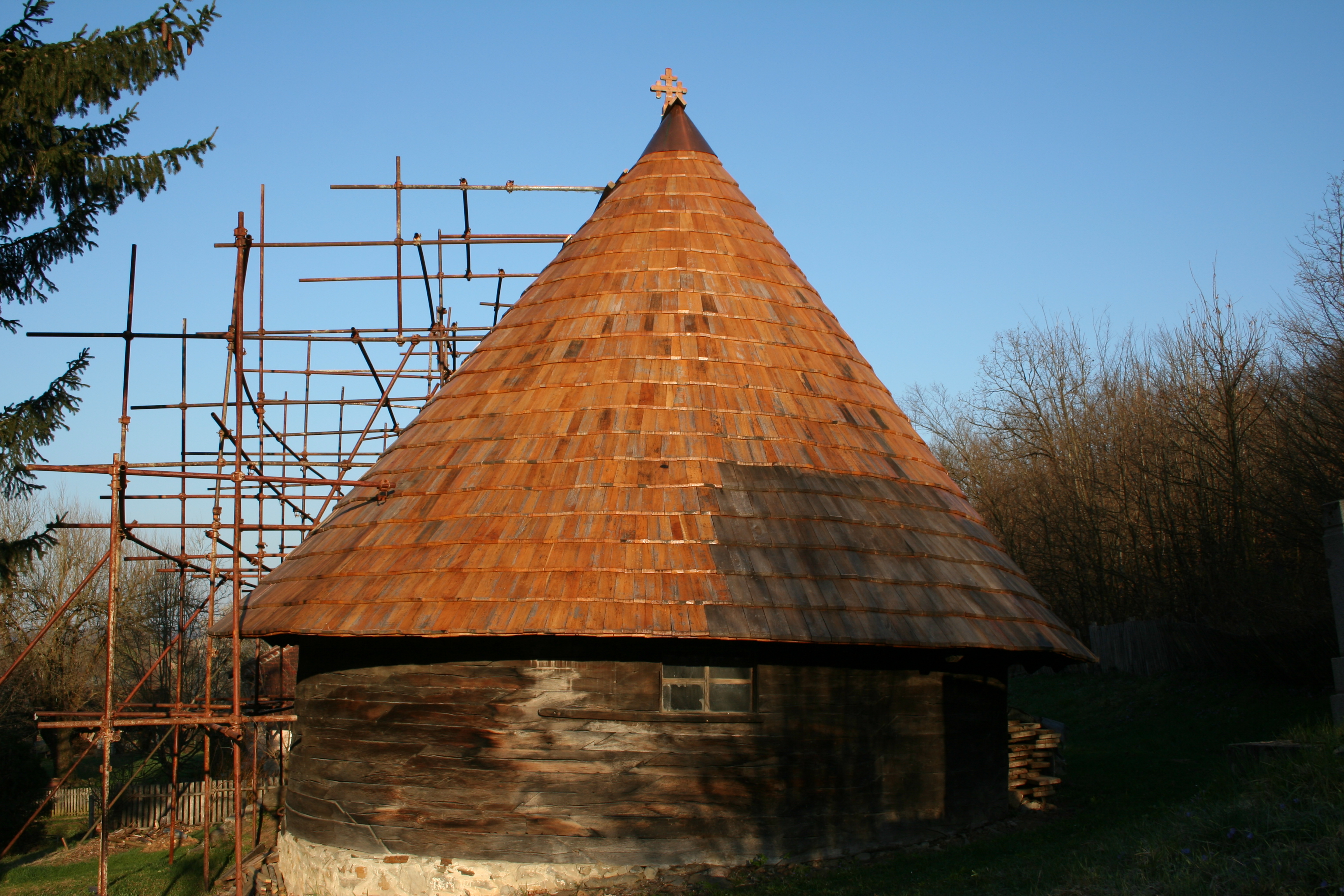
Le chevet de l'église.
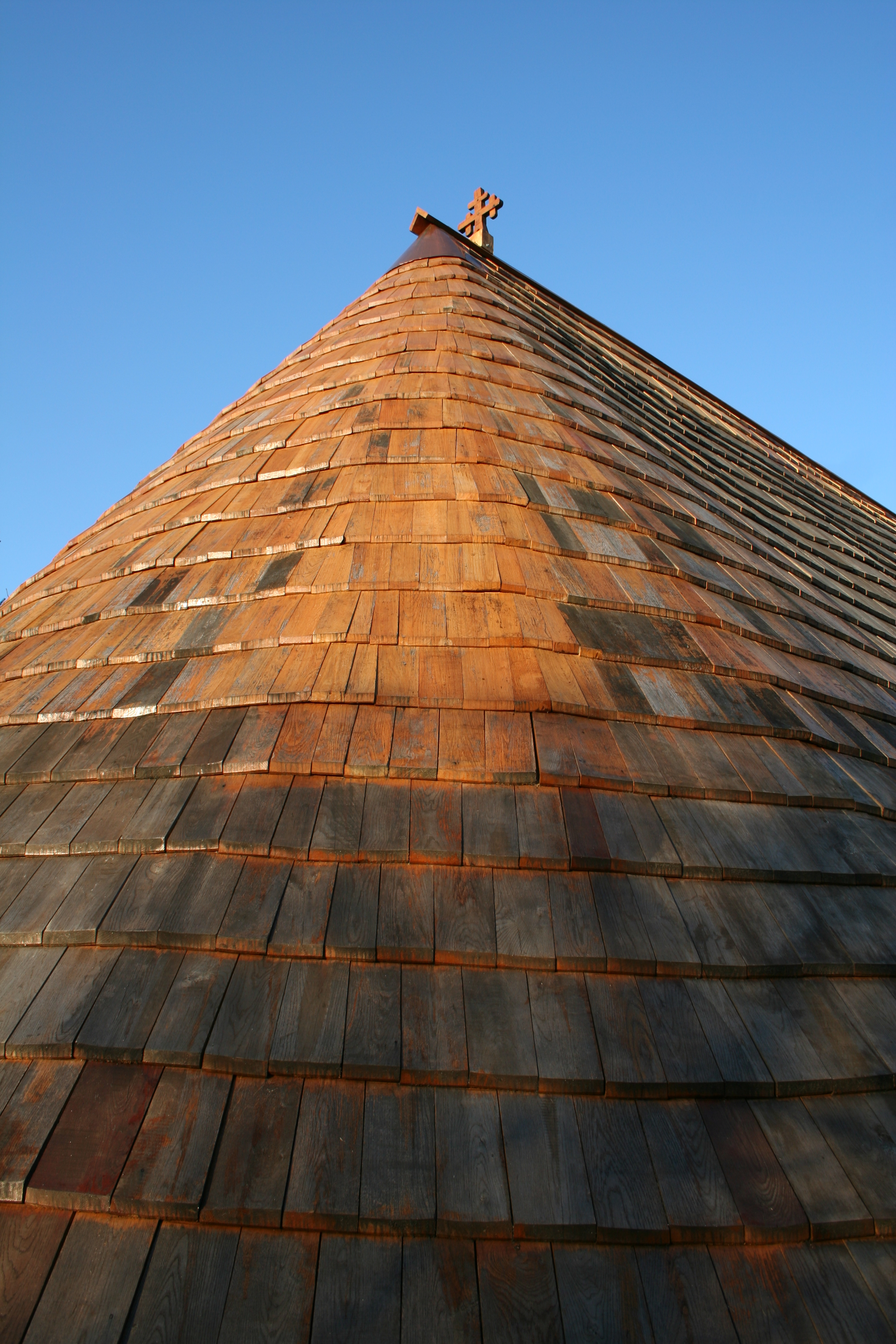
Détail du toit.
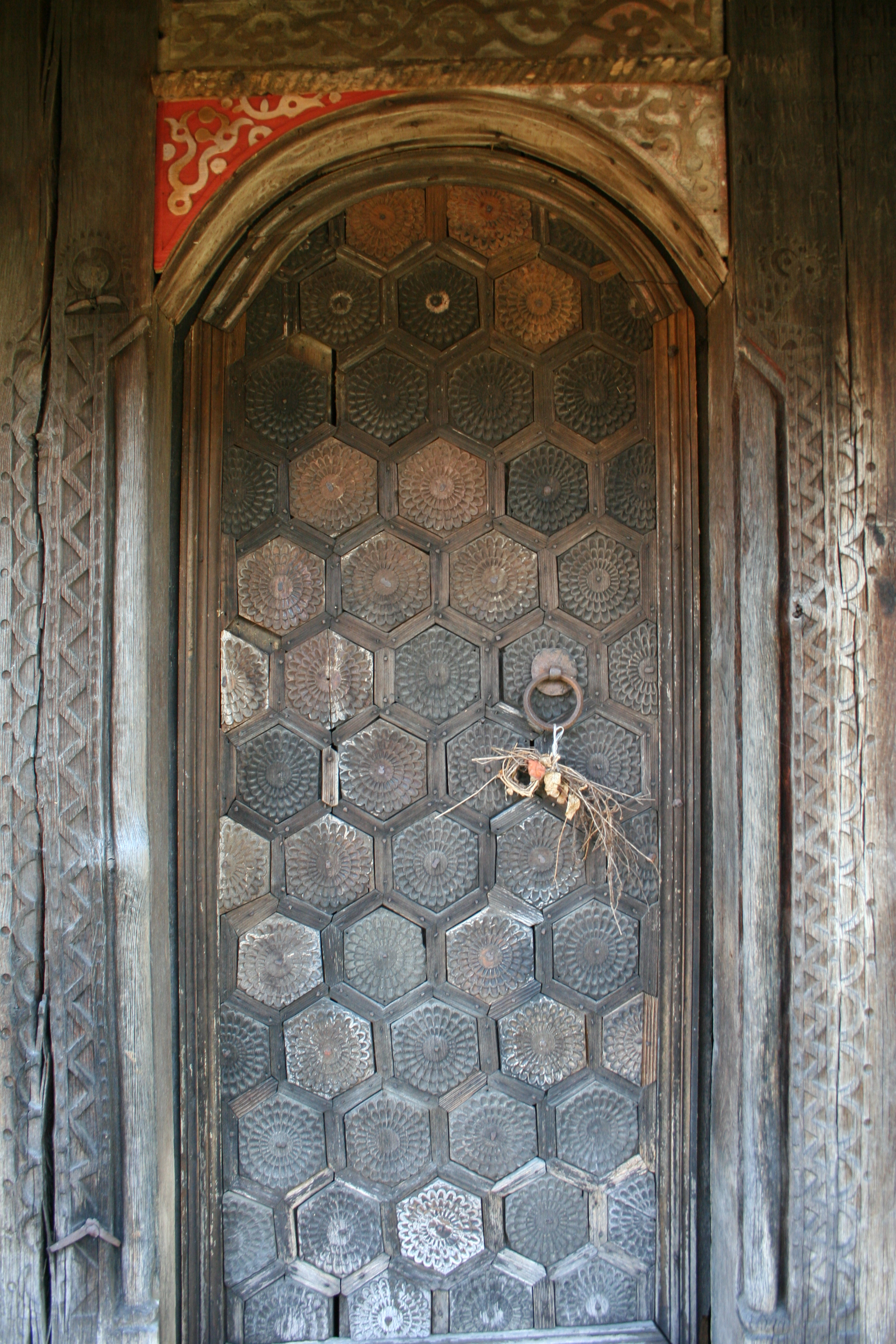
Détail de la porte d'entrée.
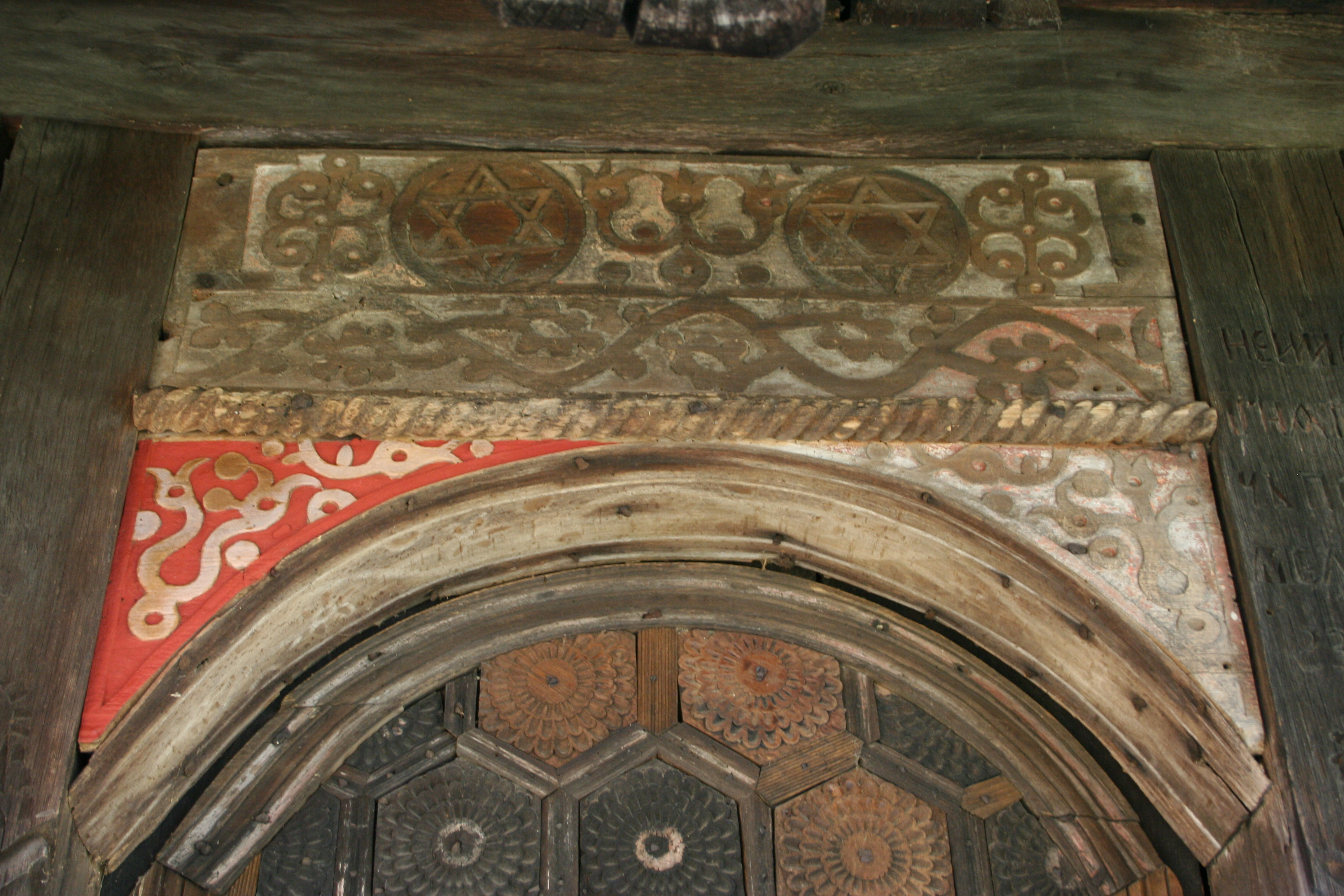
Autre détail de la porte d'entrée.
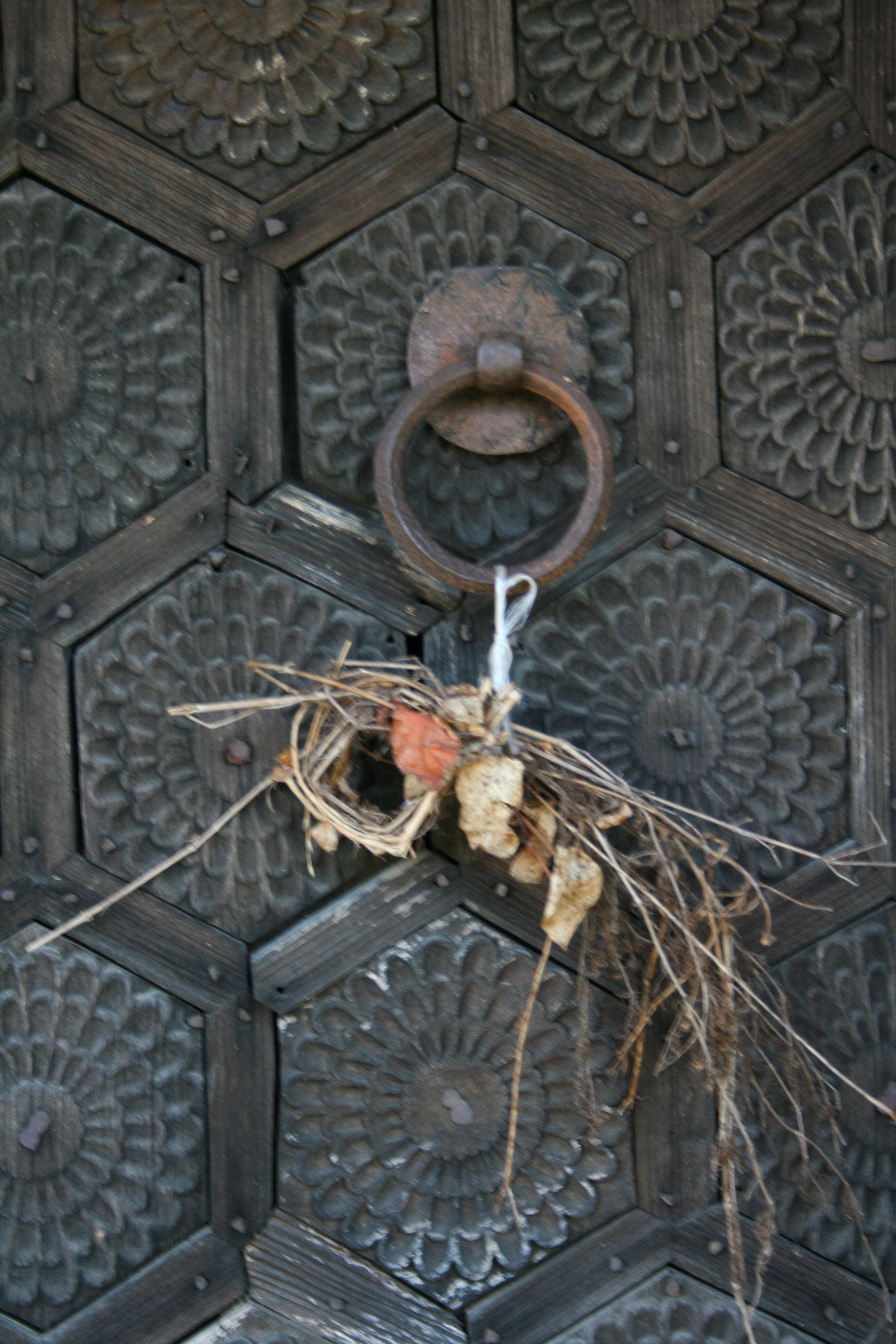
Autre détail de la porte d'entrée.